# Arnaud Larrieu
Arnaud Larrieu (Lourdes, 31 de março de 1966) é um cineasta e roteirista francês.